# Katchounga
Katchounga est une localité du Cameroun située dans l'arrondissement de Meri, le département du Diamaré et la région de l’Extrême-Nord. Elle fait partie du canton de Godola.

## Population
La population du village Katchounga lors du dernier recensement de 2005 était estimée à 862 habitants, soit 389 hommes (45,13%) pour 473 femmes (54,87 %). Elle est constituée des Foulbé et Moufou qui donnent leurs noms aux groupements Katchounga-Foulbé ou Katchounga-Moufou selon les cas.

## Économie

### Éducation
Katchounga a une école publique de niveau 3 depuis 2007. L’état général des bâtiments est jugé passable, mais aucune infrastructure n’est aménagée, allant des latrines à la clôture, en passant par l’assainissement, les points d’eau.

### Agriculture
Sur le plan agricole, le plan de développement communal prévoit la mise en place d’un périmètre irrigué à Katchounga. La construction d’un magasin de stockage d’oignon est prévue.

### Initiatives de développement
Les projets prévus dans le plan communal de développement pour le compte du village Katchounga concernent l’extension du réseau électrique, l’amélioration des infrastructures de l’école, avec les points d’eau, la construction des salles de classe, la construction de logements d’astreinte, l’acquisition des table-bancs….. Le village ne figure pas dans les priorités de l’ordre de financement du plan communal.